# White Lodge
White Lodge (?-1870 ?), podpoglavica Sisseton Siouxa čiji se matični logor nalazio na jezero Shaokatan u okrugu Lincoln u Minnesoti, sve do ustanka 1862., kada je napao naseljenike na jezeru Shetak, otevši pri tome dvije žene, izvjesne gospođe Wright i Duly, koje je odveo zajedno s njihovom djecom na rijeku Missouri, gdje su ih kasnije spasili pripadnici tetonske bande Fool Soldier.
White Lodge nakon toga je pobjegao u Kanadu, gdje je umro u Swift Currentu oko 1870.-te